# Ormanj
Ormanj är ett berg i Bosnien och Hercegovina.   Det ligger i entiteten Federationen Bosnien och Hercegovina, i den centrala delen av landet, 17 km väster om huvudstaden Sarajevo. Toppen på Ormanj är 1 142 meter över havet, eller 437 meter över den omgivande terrängen. Bredden vid basen är 10,1 km. Ormanj ingår i Doljanske Stijene.
Terrängen runt Ormanj är kuperad åt nordväst, men åt sydost är den bergig. Runt Ormanj är det ganska tätbefolkat, med 93 invånare per kvadratkilometer.. Närmaste större samhälle är Sarajevo, 16,7 km öster om Ormanj. 
I omgivningarna runt Ormanj växer i huvudsak blandskog.